# Добеслав (Славенський повіт)
Добеслав (пол. Dobiesław) — село в Польщі, у гміні Дарлово Славенського повіту Західнопоморського воєводства.
Населення — 377 осіб (2011).
У 1975-1998 роках село належало до Кошалінського воєводства.

## Демографія
Демографічна структура станом на 31 березня 2011 року:
|          | Загалом | Допрацездатний вік | Працездатний вік | Постпрацездатний вік |
| -------- | ------- | ------------------ | ---------------- | -------------------- |
| Чоловіки | 193     | 45                 | 134              | 14                   |
| Жінки    | 184     | 42                 | 104              | 38                   |
| Разом    | 377     | 87                 | 238              | 52                   |